# Nandopsis
Nandopsis es un pequeño género de peces de agua dulce perteneciente a la familia de los cíclidos. Comprende tres especies que se distribuyen en lagos y ríos de Cuba y La Española. 

## Especies
El género incluye tres especies, si bien algunas autoridades tratan a N. vombergae como sinónimo de N. haitiensis.
- Nandopsis haitiensis Tee-Van, 1935
- Nandopsis ramsdeni
- Nandopsis tetracanthus Valenciennes, 1831
- Nandopsis vombergae Ladiges, 1938